# Cada vez que te masturbas... Dios mata a un gatito
La frase cada vez que te masturbas... Dios mata a un gatito es una expresión creada a través de una imagen elaborada por un miembro del sitio web Fark.com en 2002. En la imagen aparece un gato siendo perseguido por dos personajes llamados Domo y acompañado de un subtítulo que reza: "Por favor, piense en los gatitos". 
Según un artículo del The New York Times Magazine: "Cualquier muestra de la historia de Internet sobre chistes puede incluirse tales imágenes". Desde ICv2 declararon que este "ardid publicitario no tiene nada que ver con la imagen del Domo en Japón".

## Origen
La frase apareció originalmente como el titular "Hecho: cada vez que te masturbas, Dios mata a un gatito. ¿Cuántos más tienen que morir?" con una foto de un gatito en la portada de The Gonzo, una publicación satírica producida por estudiantes de la Universidad de Georgetown, en 1996.
La frase apareció más tarde en la forma que le dio fama viral: como una leyenda de una imagen creada por un miembro del sitio web Fark.com en 2002, que muestra a un gatito perseguido por dos mascotas Domo.
La frase apareció por primera vez bajo el titular de "Demostrado: Cada vez que te masturbas, Dios mata a un gatito. ¿Cuántos más tienen qué morir?". La oración apareció en la imagen de un gato de la publicación satírica The Gonzo, creada por unos estudiantes de la Universidad de Georgetown en 1996.
Según un artículo de 2007 de la revista New York Times sobre Domo-kun, "Cualquier exposición importante sobre la historia de las payasadas en Internet debería incluir esta imagen". El artículo también describió el meme en sí mismo como "parecido a un anuncio de servicio público, con texto que es de segundo año, divertido y que no vale la pena imprimir aquí", y agregó que "ha sido referenciado y reenviado tantas veces". Un artículo de 2006 de ICv2 declaró: "Domo es probablemente más conocido fuera de Japón por su aparición no autorizada en un falso anuncio de servicio público que entona" "Cada vez que te masturbas ... Dios mata a un gatito". No hace falta decir que este falso anuncio de servicio público está bastante fuera de lugar con la imagen de Domo en Japón.

## En la cultura popular
En 2003, el actor Dudley Sutton se inspiró en internet para comentar tal "leyenda urbana".
La website XXXchurch.com utilizó una imagen retocada del gato durante una campaña vía correo electrónico. Por otro lado, la iglesia de Míchigan recurrió al eslogan para iniciar una campaña antipornografía en 2005. Ante el uso que se dio de la frase, Jay Porter declaró que "el mensaje no es apropiado para los niños".
En 2006, The Independent publicó un artículo que hacía referencia brevemente a un "club de sexo llamado Killing Kittens", un nombre inspirado en la frase. Más tarde en 2014, The Guardian informó sobre Emma Sayle, la fundadora de Killing Kittens, detallándola como una empresa que organiza fiestas sexuales para jóvenes modelos y actores. Cuando se le preguntó sobre el nombre de su empresa, dijo: "Es un argot cibernético: cada vez que alguien se masturba, Dios mata a un gatito. Se trata de darte placer a ti mismo, por lo que encaja muy bien con nuestra marca".
La misma también sirvió de inspiración para un sex club llamado Killing Kittens.
También ha habido cambios en la oración, por ejemplo en 2003, la corresponsal del The Daily Show mostró un salvapantallas en el que aparecían gatos perseguidos por ninjas acompañado de la frase: "Cada vez que te masturbas... un ninja decapita a un gatito."